# 澳門博彩控股
澳門博彩控股有限公司（英語：SJM Holdings Limited，簡稱澳博控股，港交所：00880），是一家主要從事博彩營運業務的香港投資控股公司，為澳門旅遊娛樂股份有限公司（葡萄牙語：Sociedade de Turismo e Diversões de Macau, S.A.，縮寫：STDM，簡稱澳娛）的子公司。公司於香港交易所上市。

## 歷史
2002年2月8日，澳門博彩股份有限公司、銀河娛樂場股份有限公司與永利渡假村(澳門)股份有限公司投得澳門博彩專營權，於澳門經營19間賭場及6間獨立角子機場。2004年，澳博股份全年純利有342億澳門幣。2006年2月17日，澳博於香港成立了一間新公司澳門博彩控股有限公司，且為其在香港交易所上市作出全面的準備。2008年7月7日，「十姑娘」何婉琪入稟香港高等法院申請司法覆核，企圖制止澳博於7月10日在香港掛牌，但終告失敗，澳博最後成功在香港上市。
2012年8月30日澳博控股以4.8億港元收購了澳門勵駿創建有限公司（4%股份）。勵駿創建有限公司已與澳門漁人碼頭國際投資股份有限公司（Macau Fisherman's Wharf International Investment Ltd.，簡稱「漁人碼頭」）合併。周锦辉表示他现时持有公司35.2%股份，母亲林凤娥持有26.2%股份，澳门赛马会主席李志强持有19%股份，而何鸿燊三太太陈婉珍则持有18.2%股份， 余下1.4%由几名小股东分别持有。
2018年6月何超鳳獲委任接任為澳門博彩控股有限公司主席，並於2018年7月獲委任為董事會執行委員會主席，以及於2019年2月獲委任為董事會提名委員會委員及薪酬委員會委員。其後於2019年6月由原任董事會提名委員會之委員調任為澳門博彩控股有限公司主席。何超鳳於2019年3月獲選為澳門博彩股份有限公司的董事並獲委任為澳門博彩股份有限公司董事局主席。
2021年6月23日，旗下的「澳門博彩股份有限公司」更名為「澳娛綜合度假股份有限公司（簡稱“澳娛綜合）」，葡文名稱改為SJM RESORTS, S.A.，英文名稱改為SJM RESORTS, LIMITED。

## 股權分佈[3]
- 澳門旅遊娛樂股份有限公司 - 53.90%
- 榮譽主席：已故何鴻燊博士
- 主席、執行董事兼常務董事：何超鳳 - 0.13%
- 聯席主席兼執行董事：梁安琪 - 8.6%
- 聯席主席兼執行董事：霍震霆 - 0.1%
- 前副主席、執行董事兼行政總裁： 蘇樹輝 - 3.32%
- 獨立非執行董事：周德熙 - 0.02%
- 獨立非執行董事：謝孝衍 - 0.02%
- 非執行董事： 吳志誠 - 1.42%
- 執行董事： 岑康權 - 0.16%
- 執行董事： 陳婉珍 - 0.09%
- BlackRock, Inc. - 5.19%

## 董事會
執行董事
- 何超鳳（主席）
- 霍震霆（聯席主席）
- 梁安琪（聯席主席）
- 陳婉珍
- 岑康權

非執行董事
- 曾安業

獨立非執行董事
- 何厚鏘
- 謝孝衍
- 黃汝璞
- 楊秉樑

## 屬下娛樂場（部分娛樂場分拆為不同主題娛樂場）

### 營運中

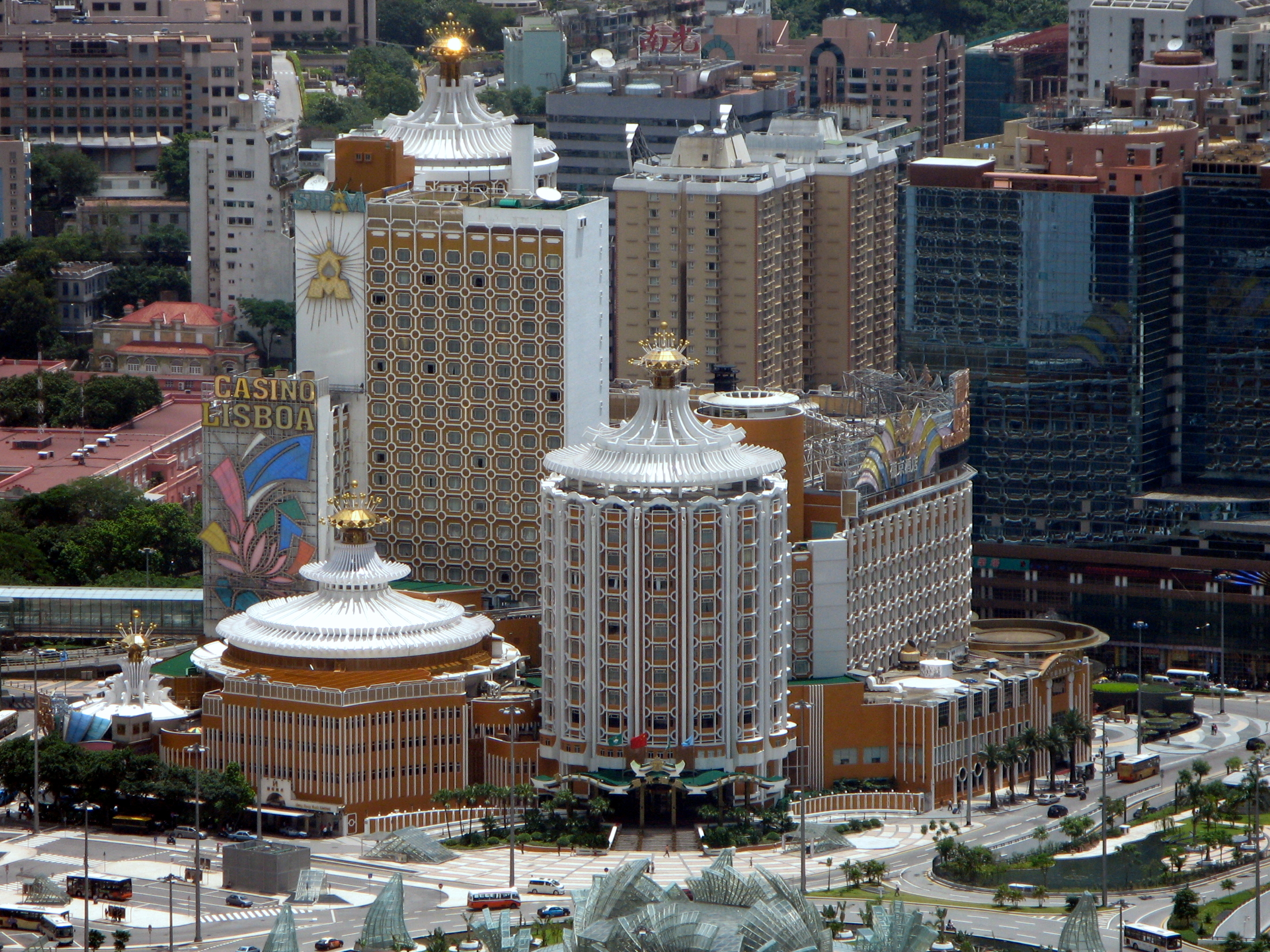
葡京酒店

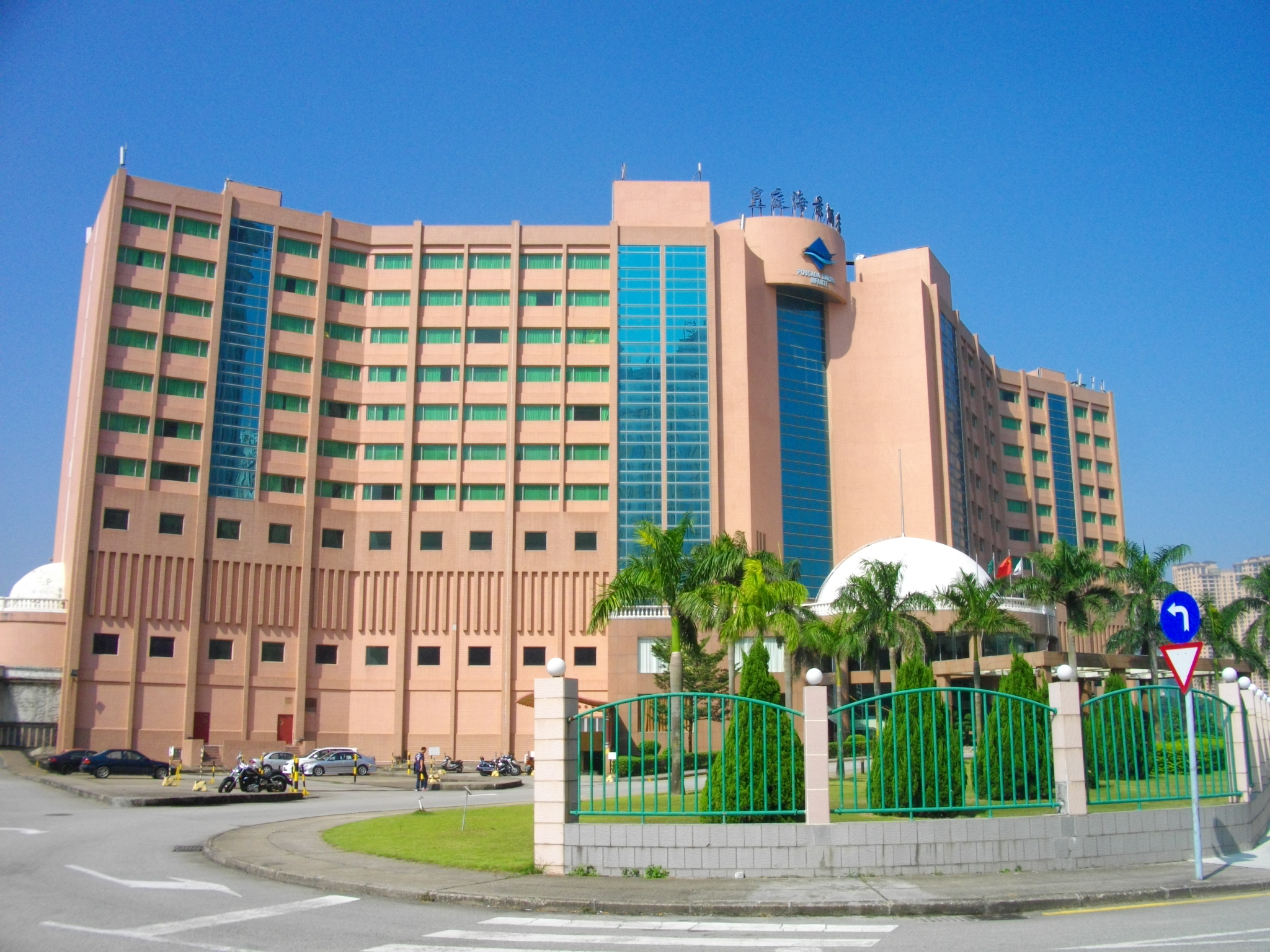
皇庭海景酒店

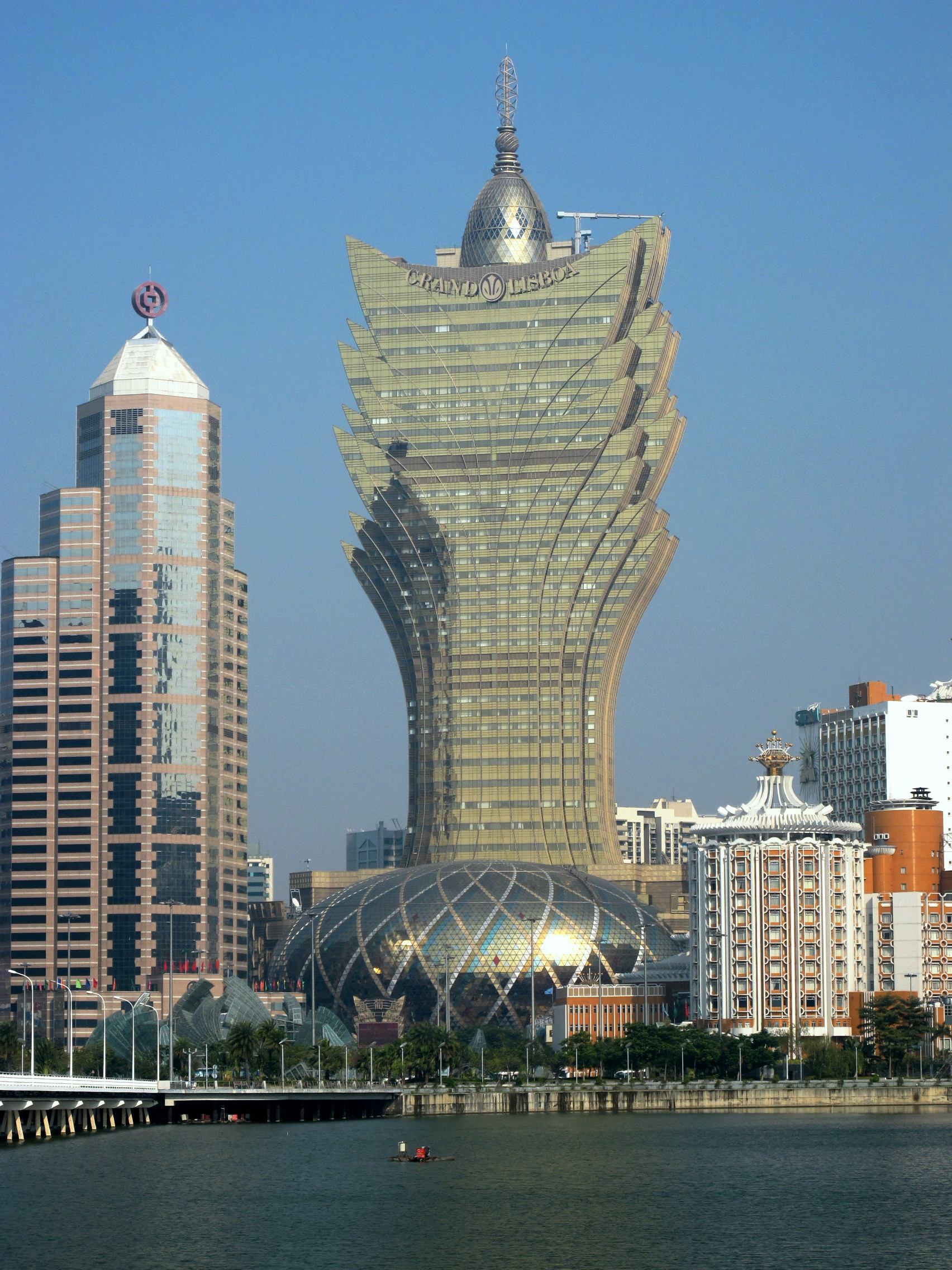
新葡京酒店是澳博近年的大型項目

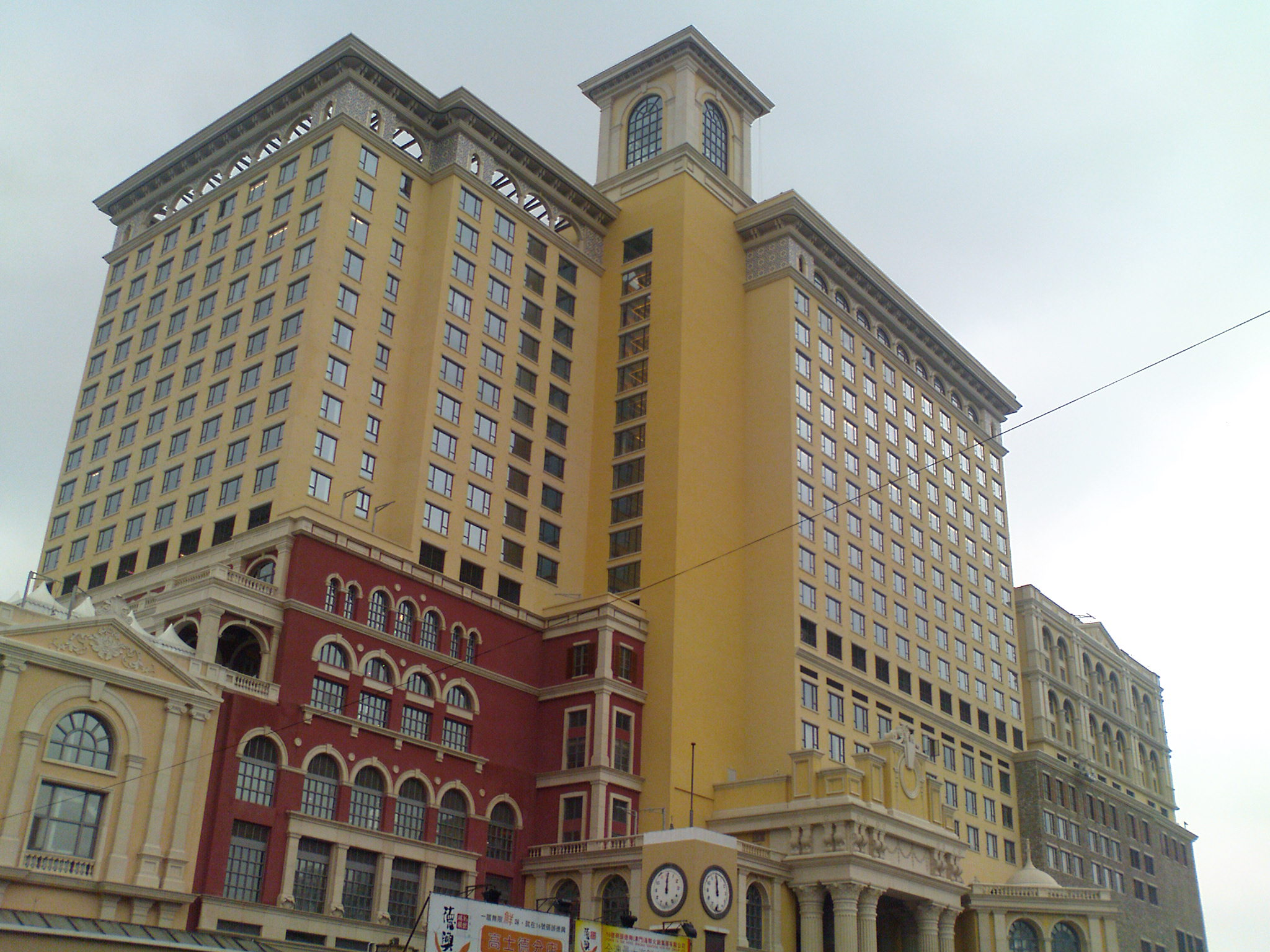
澳門十六浦度假村

| 名稱 | 地址                   | 中場 | 貴賓廳 | 角子機場 | 開幕日期 |
| 葡京娛樂場（Lisboa）、 葡京水晶宮娛樂場（Crystal Palace）、 葡京蒙羅麗莎娛樂場（Mona Lisa Palace） 葡京名門天下娛樂場（暫停營業） 聚寶庫角子機娛樂場（Treasure Cavern） 葡京澳博角子機娛樂場 | 葡京酒店               | ＊   | ＊     | ＊       | 葡京娛樂場：1970年6月開幕 水晶宮娛樂場2003年5月8日開幕 聚寶庫角子機娛樂場2004年4月30日 蒙羅麗莎娛樂場2005年9月17日開幕 名門天下娛樂場2006年4月24日開幕 |
| 海島娛樂場（Taipa） | 麗景灣酒店             | ＊   | ＊     | ＊       | 1987年 |
| 東方娛樂場 | 金麗華酒店             | ＊   | ＊     | ＊       | 1985年 2007年2月12日擴建 |
| 假日鑽石娛樂場（Holiday Inn Diamond）# | 假日酒店               | ＊   | ＊     | －       | 1994年 2006年1月21日擴建 |
| 金碧阿拉伯之夜娛樂場（Kam Pek Arabian's Night）、 金碧羅浮宮娛樂場（Kam Pek Louvre）# | 新建業商業中心         | ＊   | ＊     | －       | 1965年開幕擴建 金碧阿拉伯之夜娛樂場2005年8月8日擴建 金碧羅浮宮娛樂場2006年1月25日擴建                                                                  |
| 勵駿會娛樂場（The Legend Club）#、 法老王宮殿娛樂場（Pharaoh's Palace）# 奧秘角子機娛樂場（Orbit）#                                                                                          | 置地廣場               | ＊   | ＊     | ＊       | 勵駿會娛樂場1999年5月30日開幕 法老王宮殿娛樂場2004年12月23日開幕 奧秘角子機娛樂場2005年2月21日開幕                                                     |
| 遊艇會娛樂場（Marina Infante） （又稱：皇庭海景娛樂場） | 皇庭海景酒店           | ＊   | ＊     | ＊       | 1999年12月12日 |
| 君怡娛樂場（Grandview）# （又稱：澳門賽馬會娛樂場） | 君怡酒店               | ＊   | ＊     | －       | 2004年1月21日 2005年8月28日擴建 |
| 皇家金堡娛樂場（Casa Real）# | 皇家金堡酒店           | ＊   | ＊     | ＊       | 2004年10月2日 |
| 金龍娛樂場（Golden Dragon）# | 金龍酒店               | ＊   | ＊     | ＊       | 2005年1月5日 |
| 財神娛樂場（Fortuna）# | 財神酒店               | ＊   | ＊     | －       | 2005年2月7日 |
| 英皇宮殿娛樂場（Emperor Palace）# | 英皇娛樂酒店           | ＊   | ＊     | ＊       | 2006年1月24日 |
| 巴比倫娛樂場（Babylon）# 火鳥角子機娛樂場（Flamingo）# | 漁人碼頭               | ＊   | ＊     | ＊       | 2006年12月23日 |
| 新葡京娛樂場（Grand Lisboa） | 新葡京 (工人球場原址） | ＊   | ＊     | ＊       | 2007年2月11日開幕 |
| 十六浦娛樂場（Ponte 16）# | 十六浦                 | ＊   | ＊     | ＊       | 2008年2月1日開幕 |
| 凱旋門娛樂場（Arc de Triomphe）# | 澳門凱旋門             | ＊   | ＊     | ＊       | 2009年9月21日 |
| L' Hermitage# | L' Hermitage           | -    | ＊     | -        | 擬2009年開幕 |
| 海立方娛樂場（Oceanus） | 新八佰伴原址           | ＊   | ＊     | ＊       | 2009年12月15日開幕 |
| 賽馬會角子機娛樂場（MJC） | 澳門賽馬會內           | －   | －     | ＊       | 2007年 |

### 已結業或暫停營業
| 名稱                                                      | 地址             | 中場 | 貴賓廳 | 角子機場 | 開幕日期                                                               |
| 回力娛樂場（Jai Alai） 聚寶軒角子機娛樂場                 | 回力球場         | ＊   | ＊     | ＊       | 1975年6月開幕 2006年4月30日擴建                                        |
| 澳門皇宮娛樂場（Macau Palace）（俗稱：賊船）              | 漁人碼頭旁       | ＊   | ＊     | ＊       | 1962年開幕 1999年6月5日遷往現址 2021年於澳門葡京人重現                 |
| 金域娛樂場（Kingsway）                                    | 金域酒店         | ＊   | ＊     | ＊       | 1992年                                                                 |
| 金龍娛樂場（Golden Dragon）#                              | 金龍酒店         | ＊   | ＊     | ＊       | 2005年1月5日                                                           |
| 聚寶廊角子機娛樂場（Treasure Express）                    | 金皇冠中國大酒店 | －   | －     | ＊       | 2004年1月21日                                                          |
| 聚寶殿角子機娛樂場（Treasure Hunts）                      | 逸園跑狗場       | －   | －     | ＊       | 2005年擴建                                                             |
| 聚寶皇庭角子機娛樂場（Winner' Bar）                       | 誠豐商業中心     | －   | －     | ＊       |                                                                        |
| 皇虎角子機娛樂中心（Tiger）#                              | 澳門旅遊塔       | －   | －     | ＊       | 2005年9月30日                                                          |
| 希臘神話娛樂場（Greek Mythology）# （前稱：新世紀娛樂場） | 新世紀酒店       | ＊   | ＊     | ＊       | 希臘神話娛樂場（前称新世纪娱乐场）1997年8月1日開幕至2015年12月31日停業 |

備註：
"#" 與第三方公司合作投資或賭場「中場」、貴賓廳及角子機場外判予第三方公司
"%" 現由澳門博彩股份有限公司與新濠博亞娛樂有限公司合作投資興建，新濠博亞娛樂有限公司擬向收購永利渡假村（澳門）股份有限公司次幸運博彩經營牌照，交易仍待澳門特區政府批准。另根據澳門政府規定，於同一樓宇內不得有兩名或以上之不同博彩特許權持牌人／ 博彩經營權持牌人經營娛樂場業務 ，故"新濠博亞娛樂有限公司將終止經營"摩卡（金碧）角子機娛樂場。

## 已公佈大型發展計劃
| 位處區域     | 項目名稱 |
| 外港區       | *澳門漁人碼頭（分2-3期發展） |
| 南灣/葡京區  | *新葡京（分2-3期發展） |
| 南灣/葡京區  | *葡京酒店重建項目# 2008年宣佈將於2009年開始重建葡京酒店，預計2012年落成。 |
| 內港區       | *十六浦（分3期發展） |
| 外港區       | *海洋之神（Oceanus）（分3期發展）# 澳博計劃把現時新八佰伴百貨公司用地發展為多層式的娛樂場設施Oceanus， 以服務到達澳門其中一個主要口岸的博彩顧客。澳博計劃於2008年下半年動工。 預期該設施將提供約八張貴賓賭檯、三百張中場賭檯及六百部角子機，亦將預留空間 於有需要時擴充。預期Oceanus首期發展項目於2009年第二季完成後將於約六千 九百五十二平方米的地盤面積上擁有總建築面積約二萬五千四百六十六平方米。 |
| 南灣/葡京區  | *L' Hermitage 於南灣十二號地段（葡京酒店斜對面），擬興建一幢樓高二十二層為五星級服務 式住宅連住客會所及豪華會所式娛樂場。 |
| 南灣/葡京區  | *凱旋門娛樂場（L' Arc） 「L' Arc」是第三者推廣的娛樂場，位於葡京區附近一幢新建高層樓宇凱旋門 的首三層。預計該娛樂場將於2009年第一季開業，包括三十張貴賓賭檯、一百五 十三張中場賭檯及四百二十部角子機。 |
| 南灣/葡京區  | *新八佰伴商業中心 於南灣地段（新麗華酒店斜對面），興建一幢樓高十八層大廈，2007年落成後 成為澳門最大型百貨公司，。大樓第一至十層為新八佰伴百貨公司新址，其 餘樓層為澳門博彩股份有限公司及/或澳門旅遊娛樂股份有限公司總部。 |
| 內港區       | *中西文化村 # |
| 路氹新城     | *明珠The Pearl# 設於路氹新會議中心的對面，包括一間娛樂場及酒店、餐館、SPA、會議室及服務 式公寓。預期The Pearl將提供約三十六張貴賓賭檯、二百張中場賭檯及一千部角子 機。預期 The Pearl將於2010年年底全面落成，並佔約十五萬平方米建築面積， 座落於地盤面積約一萬平方米的用地上，包括一間擁有約二百張中場賭檯、三十六張 貴賓賭檯及一千部角子機的娛樂場                                                    |
| 路氹新城     | *上葡京 鄰近澳門東亞運動會體育館。於2021年7月30日開幕 佔約二十二萬平方米建築面積，座落於地盤面積約七萬三千八設施包括娛樂場、酒店、餐館、水療浸浴場、會議室及服務式公寓。 |
| 氹仔區       | *麗景灣酒店重建項目# 項目仍在規劃當中，原澳門凱悅酒店已於2006年7月1日結業。易名麗景灣酒店 |
| 外港區       | *金域娛樂場擴建# |
| 南灣湖區     | *南灣海岸項目娛樂場# 位於南灣湖澳門旅遊塔旁由信德集團發展南灣海岸內一間面積20萬方呎由 澳門博彩股份有限公司經營的娛樂場，可容納不少於180張賭臺。 |
| 南灣/葡京區  | * 南灣十一A號地段# |
| 南灣/葡京區  | * Resorts World at Macau項目娛樂場# |
| 氹仔區       | *濠庭都會第V期項目娛樂場# |
| 路氹金光大道 | *澳門葡京人 由澳門博彩股份有限公司與澳門主題公園渡假村股份有限公司合作經營 |

有#者是有關項目未動工，有待澳門政府審批